# Bernhard Grünler
Bernhard Heinrich Wilhelm Philipp Grünler (* 25. Juli 1831 in Dresden; † 21. April 1891 in Neugruna, heute Dresden) war ein sächsischer Verwaltungsbeamter und Parlamentarier.

## Familie
Bernhard Grünler entstammte der Juristen- und Beamtenfamilie Grünler. Sein Großvater war der Rittergutsbesitzer  auf Roitzsch bei Wurzen, Christian Heinrich Grünler (1764–1829). Sein Onkel Gustav Heinrich Grünler (1801–1878) war Rechtsanwalt in Dresden.
Grünler war der Sohn des Juristen, Diplomaten, königlich-sächsischen Legationsrates und späteren Geheimen Rates Julius Heinrich Grünler (* 1802 in Chemnitz; † 28. August 1872 auf Gut Lauske bei Panschwitz/Oberlausitz) und dessen 1830 geheirateter Ehefrau Camalia Elisabeth Friederica geb. Schiele. Sein Vater und sein Onkel waren ebenfalls Schüler an der St. Afra.

## Leben
Grünler erhielt seine höhere Schulbildung an der Landes- und Fürstenschule St. Afra in Meißen, in die er am 9. April 1845 als Schüler eintrat. Er blieb am Meißner Gymnasium, wo er seine Reifeprüfung erhielt, bis zum 12. September 1850. Danach studierte Grünler von 1850 bis 1854 Rechtswissenschaft an der Universität Leipzig, unterbrochen von zwei Semestern an der Ruprecht-Karls-Universität Heidelberg von Oktober 1852 bis August 1853. 1851 wurde er Mitglied des Corps Misnia Leipzig. 1854 bestand er das juristische Staatsexamen und war anschließend praktisch bei einem Advokaten in Wurzen tätig. Im Dezember 1856 erlangte er durch Genehmigung seine Probeschriften vom Sächsischen Justizministerium die Advokatur.
Anschließend trat Grünler in den sächsischen Staatsdienst ein und wurde anfangs Regierungssekretär in der Kreisdirektion Zwickau, danach Referendar in der Kreisdirektion Bautzen und schließlich Regierungsassessor in der Kreisdirektion Leipzig. Von 1863 bis 1871 war er Amtshauptmann des Amts Döbeln. 1871 wurde er zuerst kaiserlicher Präfekt in Auxerre und Dijon, anschließend Zivilkommissar beim Oberkommando der Südarmee (Deutsch-Französischer Krieg).
Nach dem Deutschen Krieg wurde Grünler 1874 im Rang als Regierungsrat zur Kreisdirektion bzw. Kreishauptmannschaft Zwickau berufen. Noch im gleichen Jahr wechselte er nach Glauchau als interimistischer Kommissar der Königlichen Verwaltungskommission für die Schönburgische Rezessherrschaft. 1878 ging er als Regierungsrat wieder zur Kreishauptmannschaft Zwickau, wo er 1879 zwangsweise aus dem Staatsdienst austrat. In der Folgezeit betätigte er sich journalistisch. Er war Herausgeber der Monatsschrift Das Pferd und bis Frühjahr 1888 2. Redakteur des Dresdner Tagblatts.
Von 1875 bis 1879 saß Grünler als Abgeordneter des 38. ländlichen Wahlkreises in der Zweiten Kammer des Sächsischen Landtags. 1875 war er Gründungsmitglied des Konservativen Landesvereins, dessen Fraktion er angehörte. Am 3. August 1879 legte er sein Mandat unter Zwang nieder, um ein öffentliches Mandatsentzugsverfahren der Zweiten Kammer zu vermeiden.

## Auszeichnungen
- Ernennung zum Geheimen Regierungsrat[5]
- Eisernes Kreuz am weißen Bande
- Deutsche Erinnerungsmedaille für 1870/71
- Sächsisches Erinnerungskreuz für 1870/71